# Kalendarium wojska polskiego 1648–1699

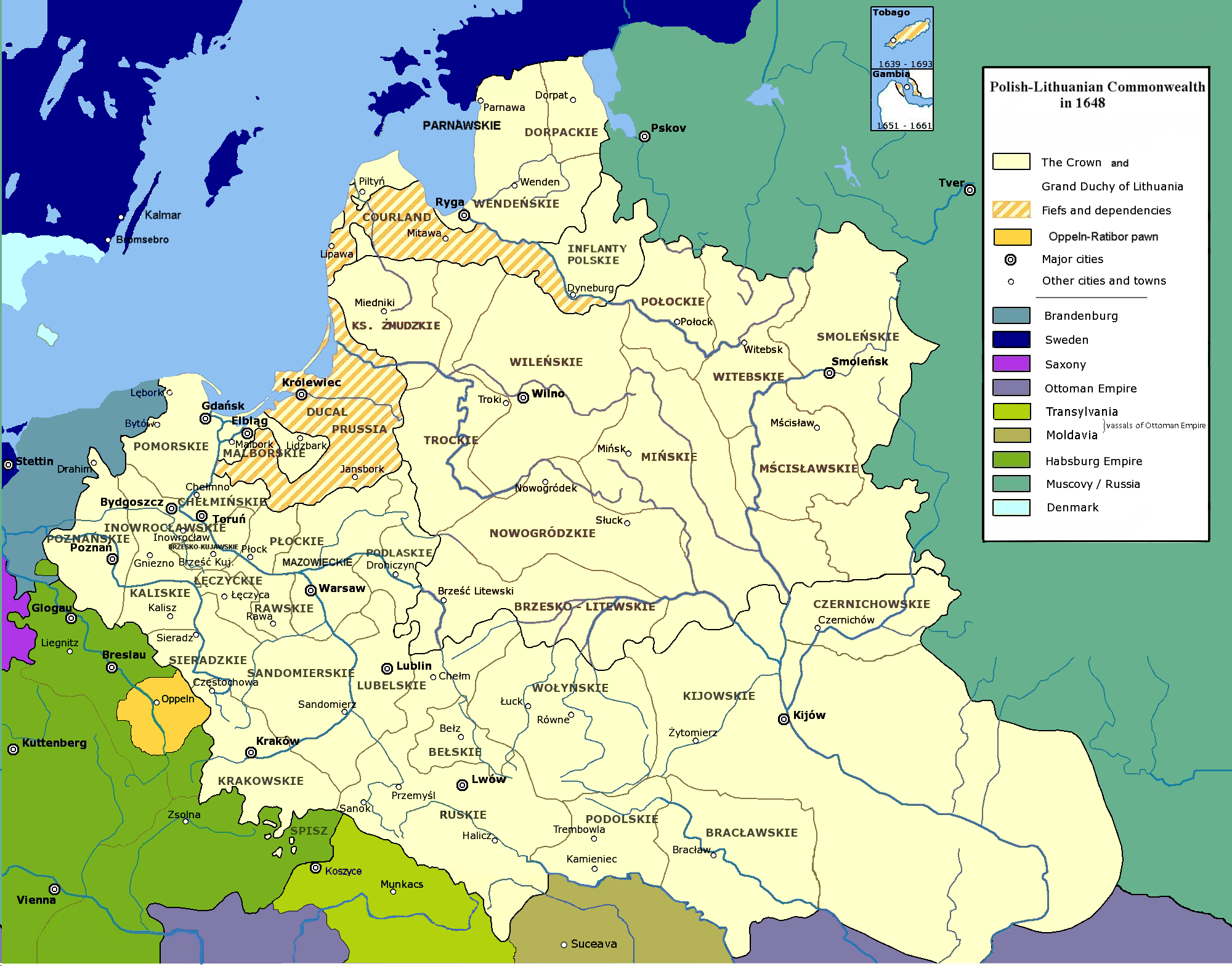
Rzeczpospolita w 1648 roku

Kalendarium wojska polskiego 1648–1699 – wydarzenia w wojsku polskim w latach 1648–1699.

## 1648
- Wybuch powstania pod przywództwem Bohdana Chmielnickiego na Ukrainie[1][2]

1–14 maja
- działania nad Żółtymi Wodami zakończone kapitulacją grupy Stefana Potockiego[1][2]

26 maja
- klęska wojsk koronnych pod Korsuniem[1][2]

26–28 lipca
- trwała bitwa pod Konstantynowem[1]

sierpień – 26 września
- oblężenie przez Kozaków Kudaku i kapitulacja załogi polskiej[1]

20–23 września
- działania pod Piławcami i klęska wojsk koronnych[1][2]

6–26 października
- oblężenie Lwowa przez Kozaków i Tatarów[1]

październik–20 listopada
- oblężenie Zamościa[1]

## 1649
10 lipca–25 sierpnia
- oblężenie Zbaraża[1][3]

31 lipca
- zwycięstwo wojsk litewskich nad Kozakami pod Łojowem[1]

15–19 sierpnia
- działania pod Zborowem i zawarcie ugody zborowskiej z Kozakami[1]

## 1651
24 czerwca
- powstanie pod przywództwem Kostki Napierskiego na Podhalu i zdobycie Czorsztyna przez wojska biskupie[1][3]

28–30 czerwca
- bitwa pod Beresteczkiem[1][3]

23–28 września
- działania pod Białą Cerkwią i zawarcie ugody z Kozakami[1][3]

## 1652
2–3 czerwca
- bitwa i zniszczenie wojsk koronnych pod Batohem[1][4]

## 1653
10 października–15 grudnia
- działania pod Żwańcem[1][4]

## 1654
styczeń
- ugoda perejasławska (zjednoczenie Ukrainy z Rosją)[1]

12 sierpnia
- zwycięstwo wojsk litewskich nad Rosjanami pod Szkłowem[1]

24 sierpnia
- klęska wojsk litewskich pod Ciecieszynem (Szepielewiczami)[1]

## 1655
29 stycznia–2 lutego
- bitwa z Kozakami i Rosjanami pod Ochmatowem[1]

21–24 lipca

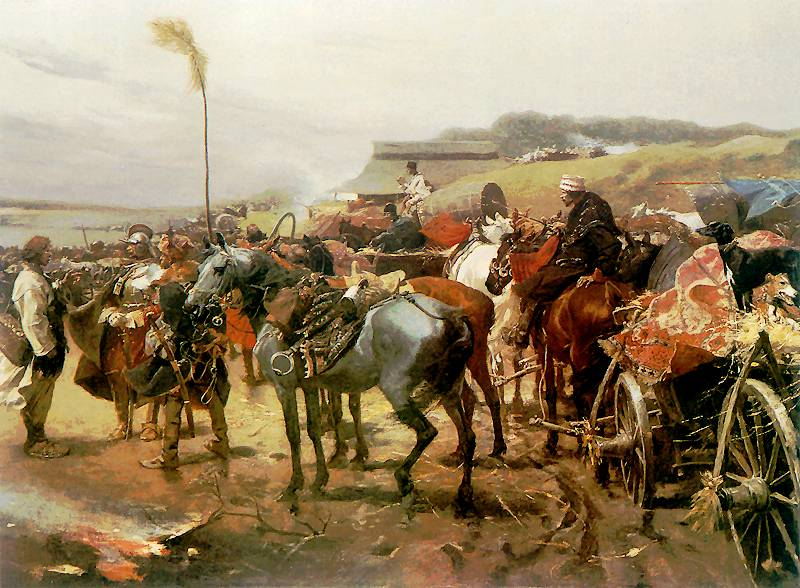
Józef Brandt, Pospolite ruszenie u brodu

- działania pod Ujściem i kapitulacja pospolitego ruszenia przed Szwedami[1][4]

2 września
- zwycięstwo Szwedów w bitwie pod Piątkiem[1]

16 września
- zwycięstwo Szwedów w bitwie pod Żarnowem[1]

25 września–17 października
- obrona Krakowa przed Szwedami i kapitulacja miasta[5]

29 września
- klęska wojsk koronnych w bitwie z Rosjanami i Kozakami pod Gródkiem[5]

30 września
- klęska pospolitego ruszenia w bitwie ze Szwedami pod Nowym Dworem[5]

3 października
- zwycięstwo Szwedów pod Wojniczem[4][5]

4 października
- powstańcy wielkopolscy pod wodzą K. Żegockiego zdobyli Kościan[5]

26 października
- kapitulacja wojsk koronnych przed Szwedami[5]

18 listopada–26 grudnia
- oblężenie Jasnej Góry[5][4]

29 listopada
- w Tyszowcach została zawiązana konfederacja przeciw Szwedom przez hetmanów koronnych Mikołaja Potockiego i Stanisława Lanckorońskiego[4].

7 grudnia
- powstańcy pod wodzą G. Wojniłłowicza zdobyli Krosno[5]

13 grudnia
- oswobodzenie Nowego Sącza od Szwedów[5][4]

31 grudnia
- ogłoszenie aktu konfederacji w Tyszowcach[5]

## 1656
18 lutego
- zwycięstwo Szwedów nad Czarnieckim pod Gołębiem[5]

24 lutego–18 marca
- oblężenie i kapitulacja Malborka[5]

26–29 lutego
- nieudana próba opanowania przez Szwedów Zamościa[5]

28 marca
- bitwa ze Szwedami pod Niskiem[5]

30 marca–5 kwietnia
- nieudane osaczenie Szwedów w widłach Wisły i Sanu[5]

7 kwietnia
- zwycięstwo Czarnieckiego i Lubomirskiego pod Warką[5]

7 maja
- klęska Czarnieckiego pod Kłeckiem[5]

9 maja
- zwycięstwo nad Szwedami pod Kościanem[5]

20 maja–1 lipca
- oblężenie Warszawy zakończone kapitulacją załogi szwedzkiej[5]

28–30 lipca
- zwycięstwo Szwedów i Brandenburczyków w bitwie pod Warszawą[5][6]

26 września–8 lutego 1657
- pierwsze oblężenie Krakowa przez Polaków[5]

4–7 października
- oblężenie i zdobycie przez Polaków Łęczycy[5]

8 października
- zwycięstwo wojsk litewskich nad Brandenburczykami pod Prostkami[5]

22 października
- klęska wojsk litewskich pod Filipowem[5]

## 1657
26 stycznia

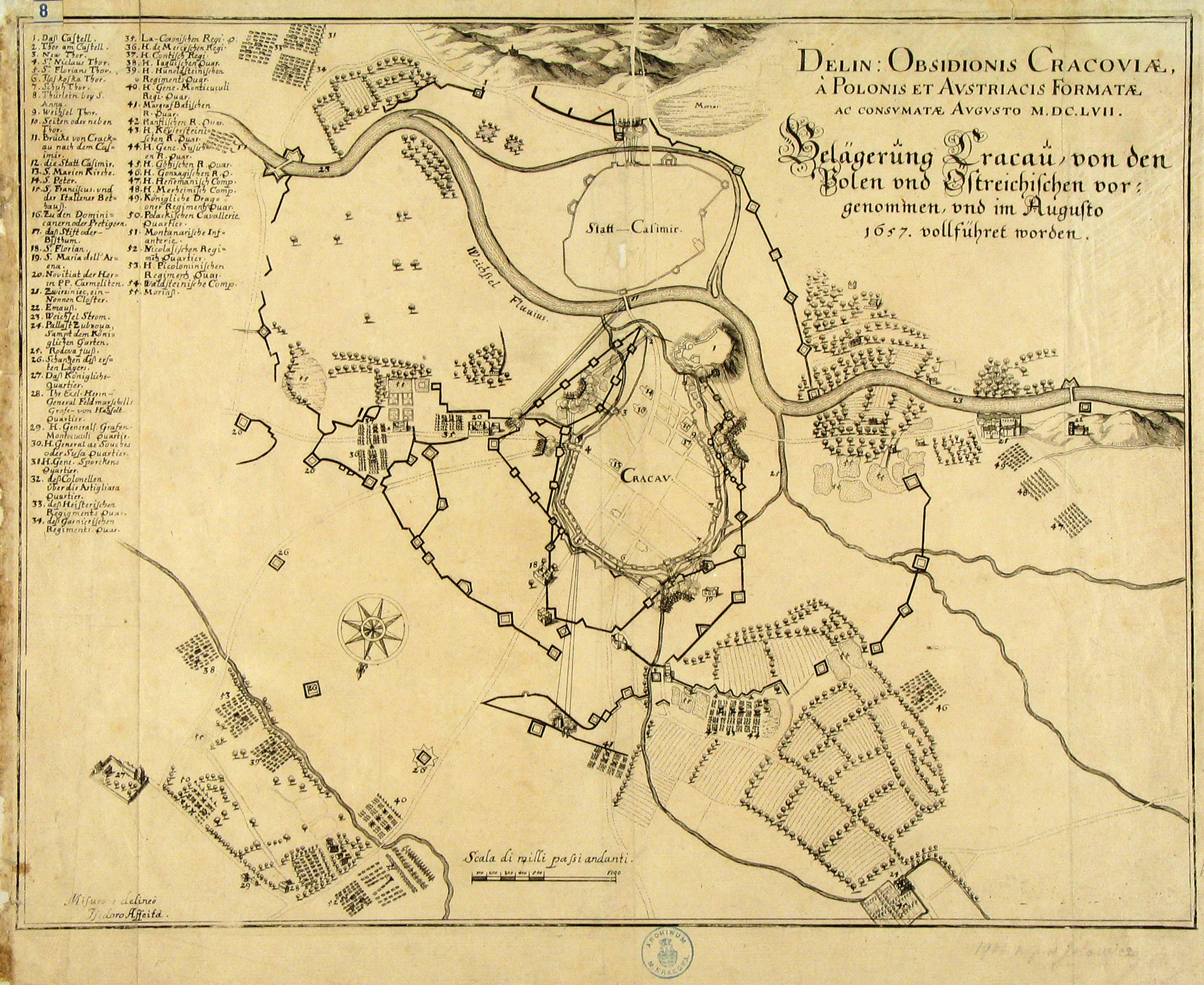
Plan umocnień Krakowa w 1657

- zdobycie przez wojsko litewskie Tykocina[5]

11–13 maja
- oblężenie i zdobycie Brześcia przez Szwedów i Siedmiogrodzian[5]

czerwiec–25 sierpnia
- drugie oblężenie Krakowa przez Polaków i Austriaków i kapitulacja załogi szwedzkiej[5]

11 lipca
- zwycięstwo Czarnieckiego nad Siedmiogrodzianami pod Magierowem[5]

24 lipca
- kapitulacja osaczonych wojsk siedmiogrodzkich pod Międzybożem[5]

## 1658
2 lipca–23 grudnia
- oblężenie Torunia zakończone kapitulacją Szwedów[5]

21 października
- rozbicie wojsk litewskich przez Rosjan pod Werkami[5]

14 grudnia
- przeprawa oddziałów Czarnieckiego na wyspę Alsen w Danii[5]

24 grudnia
- zdobycie przez Polaków zamku w Koldyndze (Dania)[5]

## 1659
29/30 sierpnia
- zdobycie w nocnym szturmie przez Polaków Grudziądza[5]

19 września
- zdobycie przez wojska litewskie Kuldyngi w Kurlandii[5]

2 października–20 grudnia
- oblężenie Głowy i kapitulacja załogi szwedzkiej[5]

## 1660
3 maja

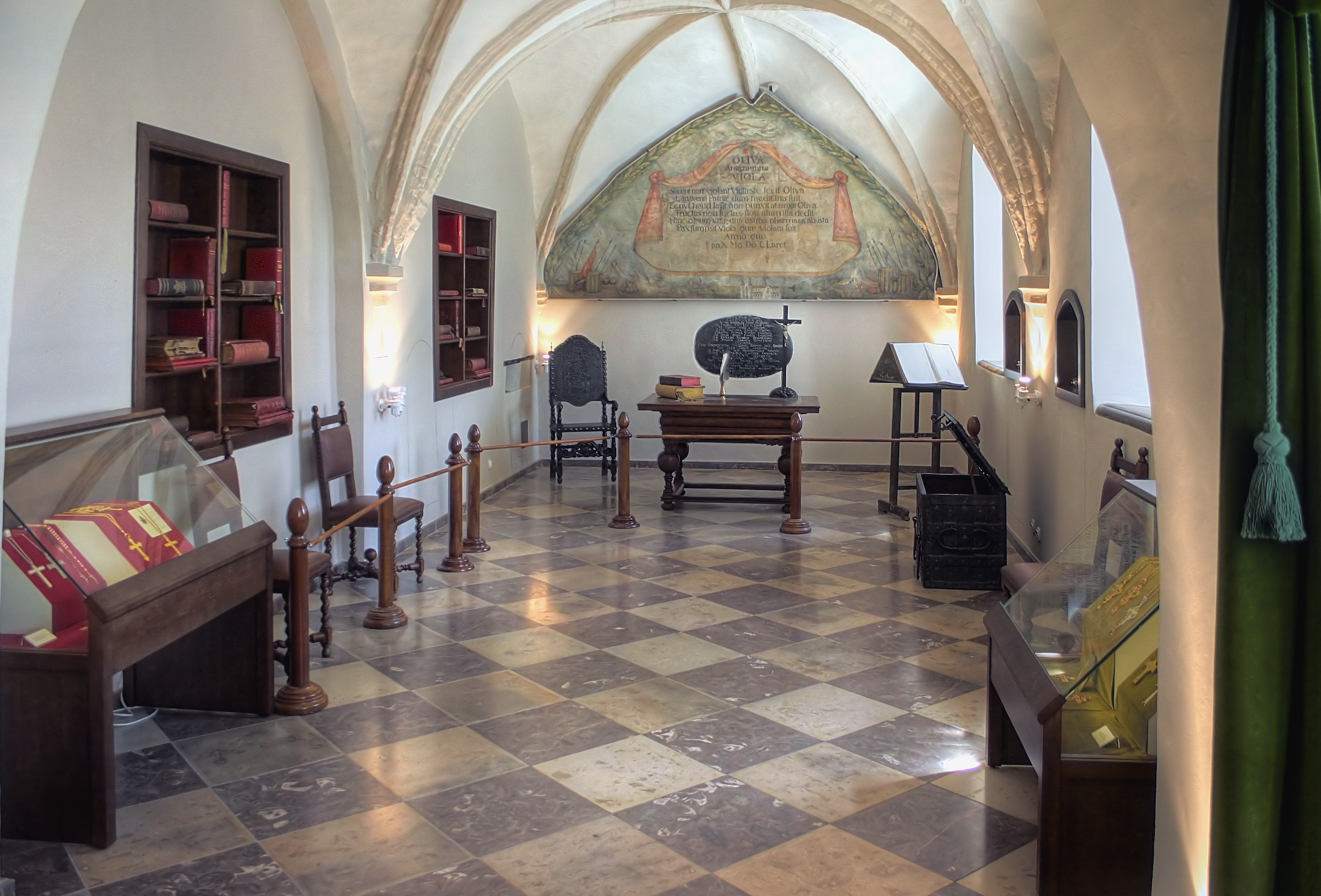
Sala w Opactwie Cystesów w Oliwie, w której został podpisany pokój oliwski

- podpisanie traktatu pokojowego ze Szwecją w Oliwie[5][7]

28 czerwca
- zwycięstwo wojsk polsko-litewskich nad Rosjanami pod Połonką[5][7]

14 września–1 listopada
- działania pod Lubarem i Cudnowem zakończone kapitulacją armii rosyjskiej[5]

7 października
- nierozstrzygnięta bitwa z Kozakami pod Słobodyszczami[5]

3 listopada
- kapitulacja wojsk rosyjskich pod Cudnowem[7].

12 grudnia
- nierozstrzygnięta bitwa z Rosjanami nad Basią[5]

## 1661
4 listopada
- zwycięstwo nad armią rosyjską pod Kuszlikami[8]

## 1664
22 stycznia–9 lutego
- nieudane próby zdobycia przez Polaków Głuchowa[8]

## 1665
- zwycięstwo rokoszan Lubomirskiego nad wojskiem królewskim pod Częstochową[9].

## 1666
11 lipca
- zwycięstwo rokoszan Lubomirskiego nad wojskiem królewskim pod Mątwami[9].

19 grudnia
- klęska dywizji Machowskiego pod Brahiłowem w bitwie z Tatarami i Kozakami

## 1667
30 stycznia
- podpisanie traktatu pokojowego z Rosją w Andruszowie[8][9]

6–19 października
- zwycięskie działania przeciw Tatarom i Kozakom pod Podhajcami[8][9]

## 1671
26 sierpnia
- zwycięstwo Sobieskiego nad Tatarami w Bracławiu[8]

21 października
- zwycięstwo nad Tatarami pod Kalnikiem[8]

## 1672
18 lipca
- klęska w bitwie z Tatarami i Kozakami pod Czetwertynówką[8]

18–27 sierpnia
- oblężenie przez Turków Kamieńca Podolskiego i kapitulacja załogi polskiej[8][10]

5–14 października
- zwycięska wyprawa Sobieskiego przeciw czambułom tatarskim[8]

## 1673
10–11 listopada
- zwycięstwo Jana Sobieskiego nad Turkami pod Chocimiem[8][10]

## 1674
18 listopada
- zdobycie Baru przez wojska polskie[8]

## 1675
24 sierpnia
- zwycięstwo nad Tatarami pod Lwowem (Lesienicami)[8][10]

21 września–4 października
- obrona Trembowli przed Turkami[8]

## 1676
23 września
- bitwa z Tatarami pod Wojniłowem[8]

25 września–14 października
- obrona obozu polskiego przed Turkami i Tatarami pod Żórawnem[8][10]

17 października
- zawarcie rozejmu żórawińskiego z Turcją[8]

## 1683
12 września

Bitwa pod Wiedniem

- zwycięstwo wojsk polsko-austriacko-niemieckich nad Turkami pod Wiedniem[8][11]

7 października
- porażka jazdy polskiej w bitwie z Turkami pod Parkanami[8]

9 października
- zwycięstwo wojsk polsko-austriackich nad Turkami pod Parkanami[8][11]

## 1685
1 października
- bitwa z Turkami i Tatarami pod Bojanem w czasie wyprawy polskiej do Mołdawii[8]

## 1686
sierpień-wrzesień
- nieudana wyprawa polska do Mołdawii[8][11]

## 1689
sierpień-wrzesień
- nieudane oblężenie Kamieńca przez wojska polskie[8]

## 1691
sierpień-wrzesień
- nieudana wyprawa Sobieskiego do Mołdawii[8]

## 1695
11 lutego
- bitwa z Tatarami pod Lwowem[8]

## 1698
8–9 września
- bitwa z Tatarami pod Podhajcami[8]

## 1699
26 stycznia
- podpisanie traktatu pokojowego z Turcją w Karłowicach[12][13]